# Гальковий відвал
Гальковий відвал (рос. галечный отвал, англ. gravel spoil bank, gravel spoil heap, gravel dump; нім. Geröllhalde f) – насип з надрешітного матеріалу грохотів, який відокремлюється при збагаченні пісків розсипних родовищ. 
Розмір матеріалу Г.в. – до 15-50 мм. Висота - до 80 м.